# Phytoplasma
Phytoplasma được biết đến như là sinh vật dạng nấm. Người ta phát hiện ra phytoplasma năm 1967, khi đó gọi là mytoplasma. Bản thân những loài sinh vật này thường hình sợi, đường kính cơ thể chưa đến 1 μm. Phytoplasma ký sinh ở cây trên bó mạch libe. Bệnh này thường thấy nhiều ở các vùng nhiệt đới.

## Hình ảnh

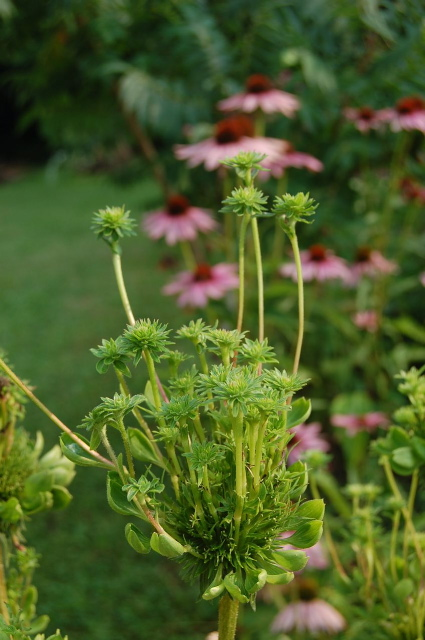
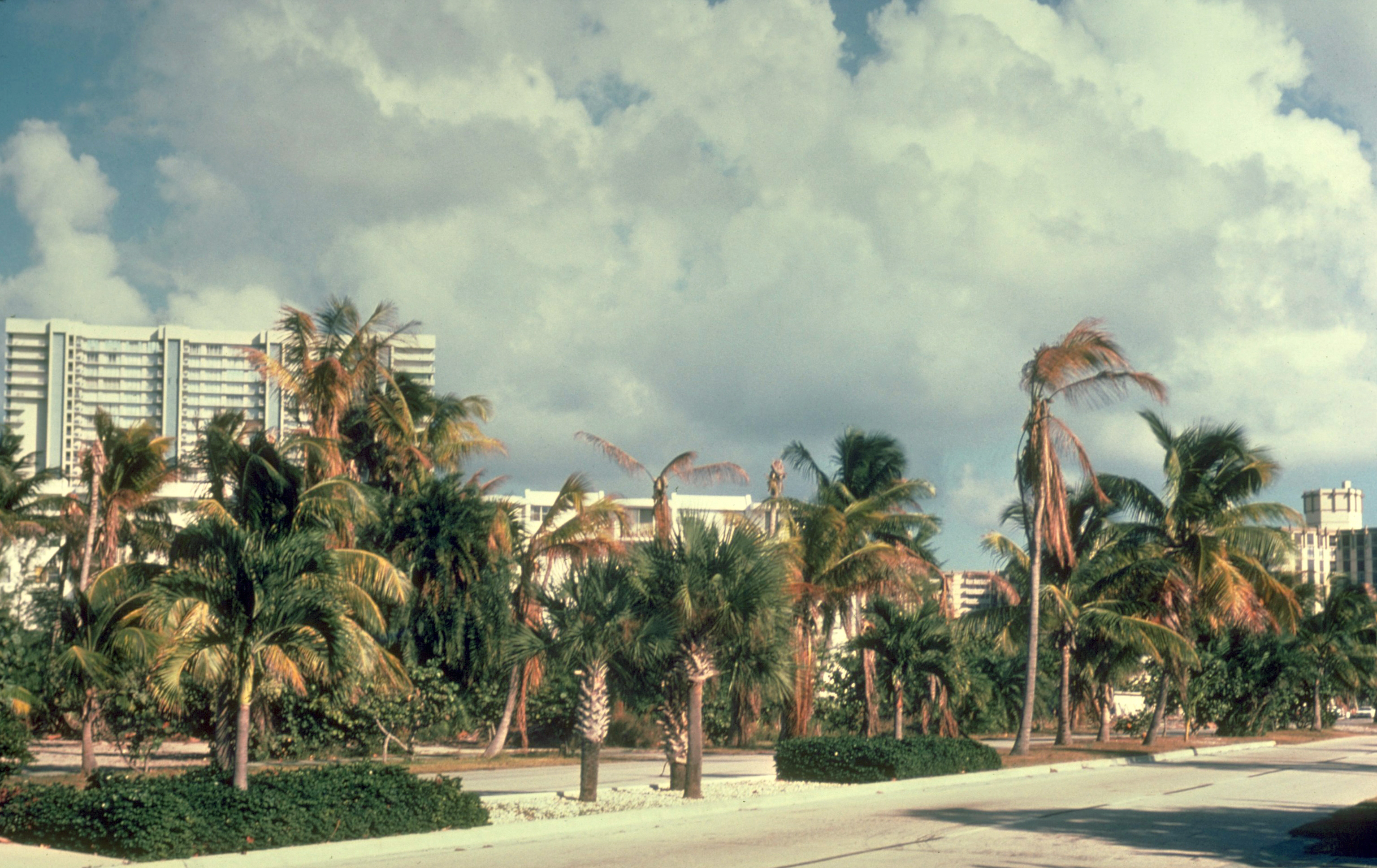
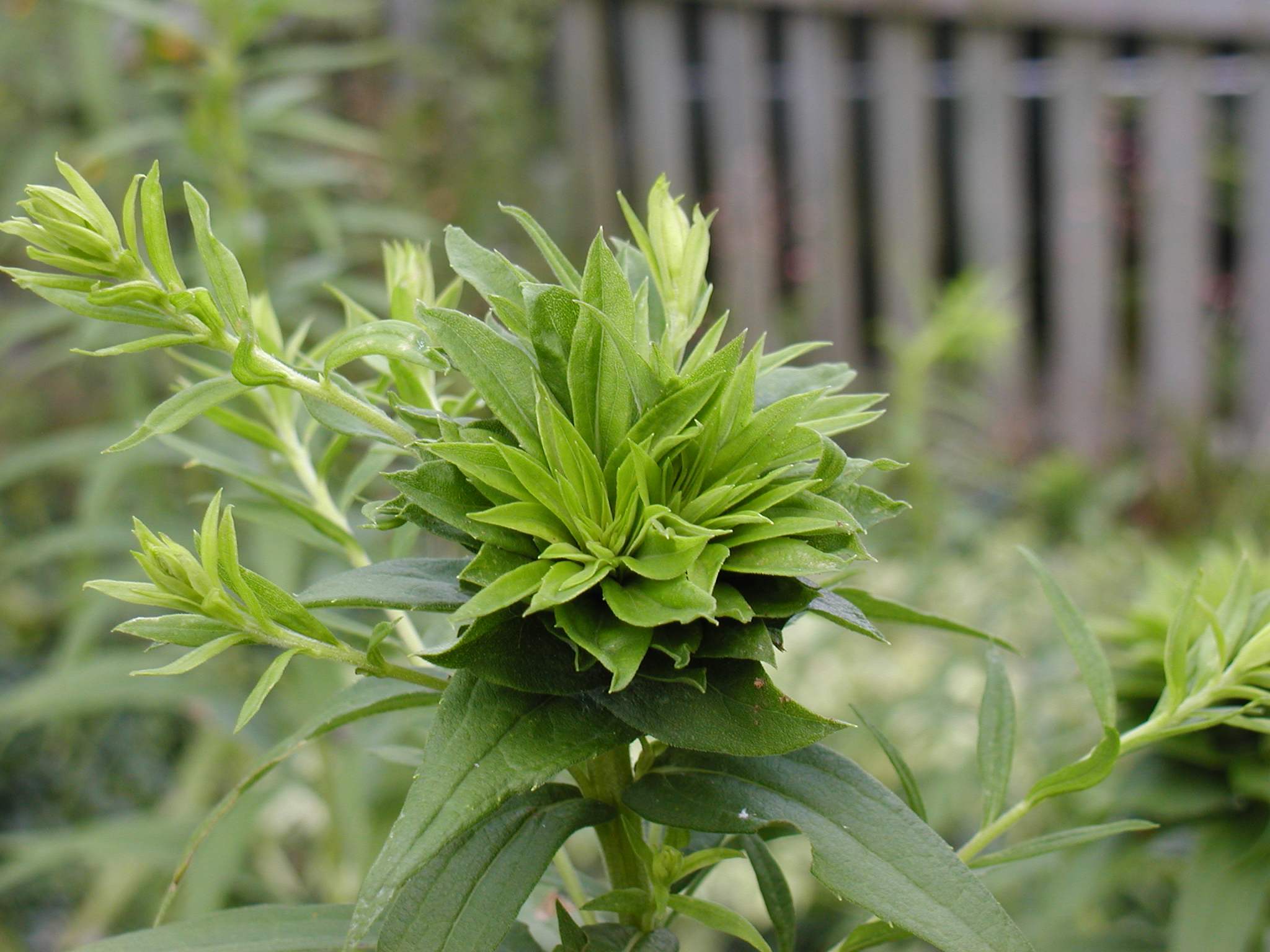
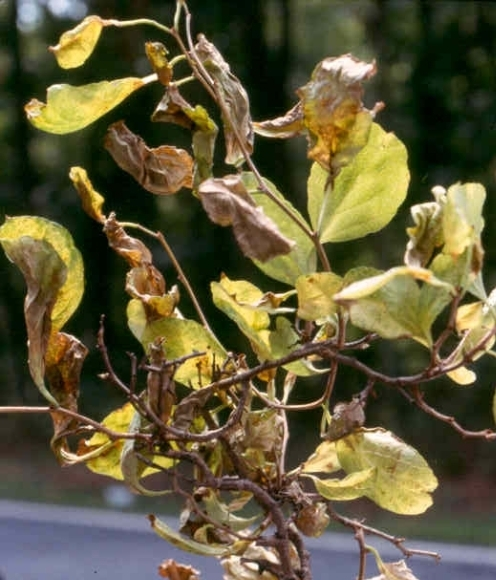